# Marcos 6

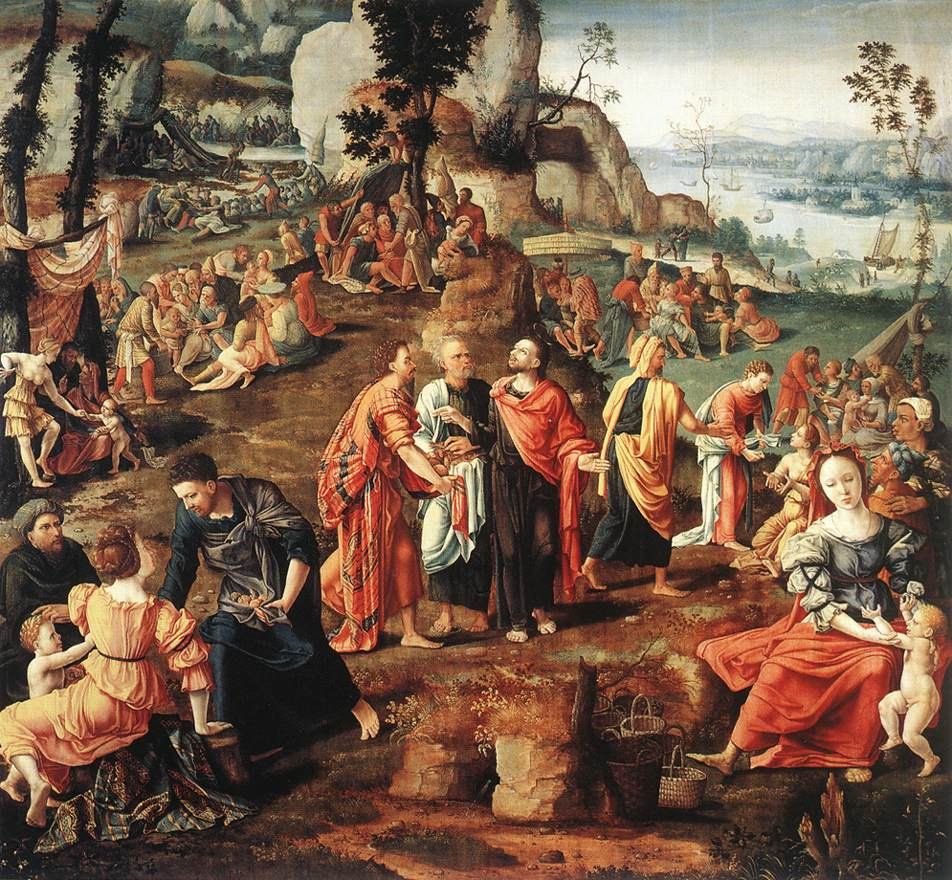
Alimentando os cinco mil, um dos episódios de Marcos 6.
Séc. XVI. Por Lamberto Lombardo, atualmente na Rockox House, em Antuérpia.

Marcos 6 é o sexto capítulo do Evangelho de Marcos no Novo Testamento da Bíblia. Neste capítulo, Jesus vai à Nazaré e enfrenta a rejeição de sua família. Em seguida, ele envia os apóstolos, dois a dois, para várias cidades da região e eles também enfrentam forte oposição. Finalmente, o capítulo termina com o relato de alguns dos mais famosos milagres de Jesus, inclusive o que ele anda sobre as águas.

## Rejeição de Jesus em Nazaré
Marcos relata uma história — também encontrada em Mateus 13 (Mateus 13:53–58) e provavelmente Lucas 4 (Lucas 4:14–30) — sobre a rejeição que Jesus teve que enfrentar quando esteve em Nazaré. Seu povo questiona sua autoridade e acredita muito no Jesus e sua família, que conheceram no passado: «Não é este o carpinteiro, filho de Maria, irmão de Tiago, de José, de Judas e de Simão? E suas irmãs não estão aqui entre nós?» (Marcos 6:3) Jesus responde que apenas em sua cidade, entre seus próprios parentes, "um profeta deixa de receber honra". Esta é a única vez que Maria é citada pelo nome em Marcos.
Os irmãos de Jesus são citados aqui — e em Mateus e provavelmente em Atos 12 (Atos 12:17) — pelo nome, mas não suas irmãs. Este capítulo, juntamente com Marcos 3 (Marcos 3:21, 31–35) pintam uma imagem muito negativa da relação de Jesus com seus familiares, embora outras fontes como Gálatas 1 (Gálatas 1:19) mostrem que pelo menos Tiago se envolveu ativamente com a igreja antiga depois da crucificação de Jesus.

## Missão dos Doze e a morte de João Batista
Jesus então envia os doze apóstolos para diversas cidades da região, em pares, para curar os doentes e expulsar demônios. Segundo ele, os enviados devem levar apenas seus cajados e se qualquer cidade os rejeitar, «..saindo dali, sacudi o pó dos vossos pés em testemunho contra eles» (Marcos 6:11), o que é "...um gesto de desprezo e advertência".

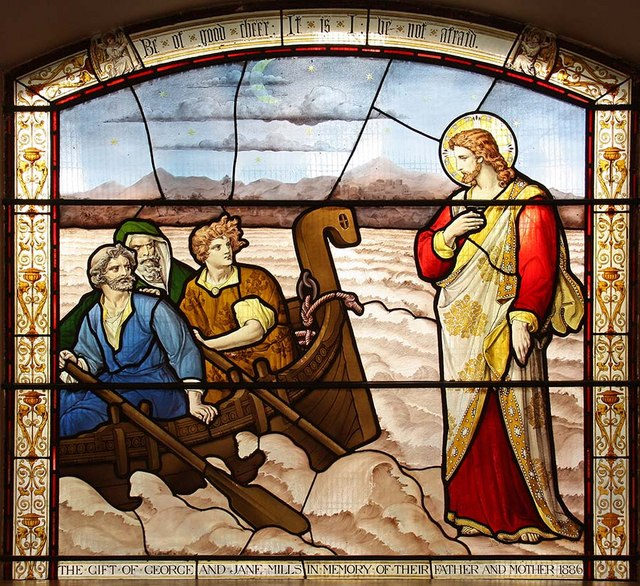
Jesus andando sobre as águas.
Vitral na Igreja de St Botolph without Aldersgate, em Londres.

Marco conta então sobre a morte de João Batista por ordem de Herodes Antipas. João condenou-o por ser casado com Herodias, a ex-esposa de seu irmão Filipe, e Herodes mandou prendê-lo. Com o objetivo de se vingar, Herodias fez sua filha Salomé dançar para Herodes em sua festa de aniversário. Ela então persuade o rei a matar João. Os discípulos de João recuperam o corpo e o sepultam. Este episódio também está em Mateus 14 (Mateus 14:1–12). Flávio Josefo relata que Herodes matou João para sufocar uma possível revolta, mas não cita exatamente o ano. Herodes Filipe morreu em 34 e Herodes Antipas, em algum momento depois de 40 após ter sido exilado para a Gália ou a Hispânia pelo Império Romano.

## Alimentando a multidão e caminhando sobre as águas
Em seguida, Marcos relata dois dos mais famosos milagres de Jesus. Os apóstolos regressam para o Mar da Galileia e Jesus segue com eles num barco. Quando eles desembarcam, o povo já estava esperando por eles. Jesus então prega (o relato não informa o que foi dito) e então alimenta a multidão de 5 000 pessoas multiplicando cinco pães e dois peixes em comida suficiente para todos (Marcos 3:37–44).
Depois, Jesus envia os discípulos num barco a frente até Betsaida. É noite e eles estavam na metade do caminho quando Jesus atravessa o lago caminhando para encontrar-se com eles. Eles ficam assombrados a princípio e acreditam tratar-se de um fantasma, mas Jesus se revela e embarca, maravilhando a todos os que presenciaram (Marcos 3:45–51).
Estes dois milagres aparecem também em João 6 (João 6:1–24) e Mateus 14 (Mateus 14:13–36). A multiplicação dos pães está também em Lucas 9 (Lucas 9:10–17).

## Genesaré
O grupo finalmente chega em Genesaré e o povo logo reconhece Jesus, levando até ele seus doentes de todas as formas. Eles imploram que Jesus os toque e pedem que ele permita-lhes Marcos 6:56 e todos que o fizeram foram curados. Jesus parecia disposto a ajudar todos os que pediam. Raymond E. Brown argumenta que esta seção deixa os leitores suspeitando se este entusiasmo pela cura não seria a compreensão correta ou a verdadeira fé em Jesus. Esta seção é, finalmente, um exemplo de como Marcos sumariza os eventos, ligando diversas histórias de Jesus em uma única descrição. O objetivo do autor era continuar demonstrando o poder de Jesus e, talvez, como os distúrbios na ordem pública que Jesus provocava representavam um perigo para as autoridades.

## Ver também

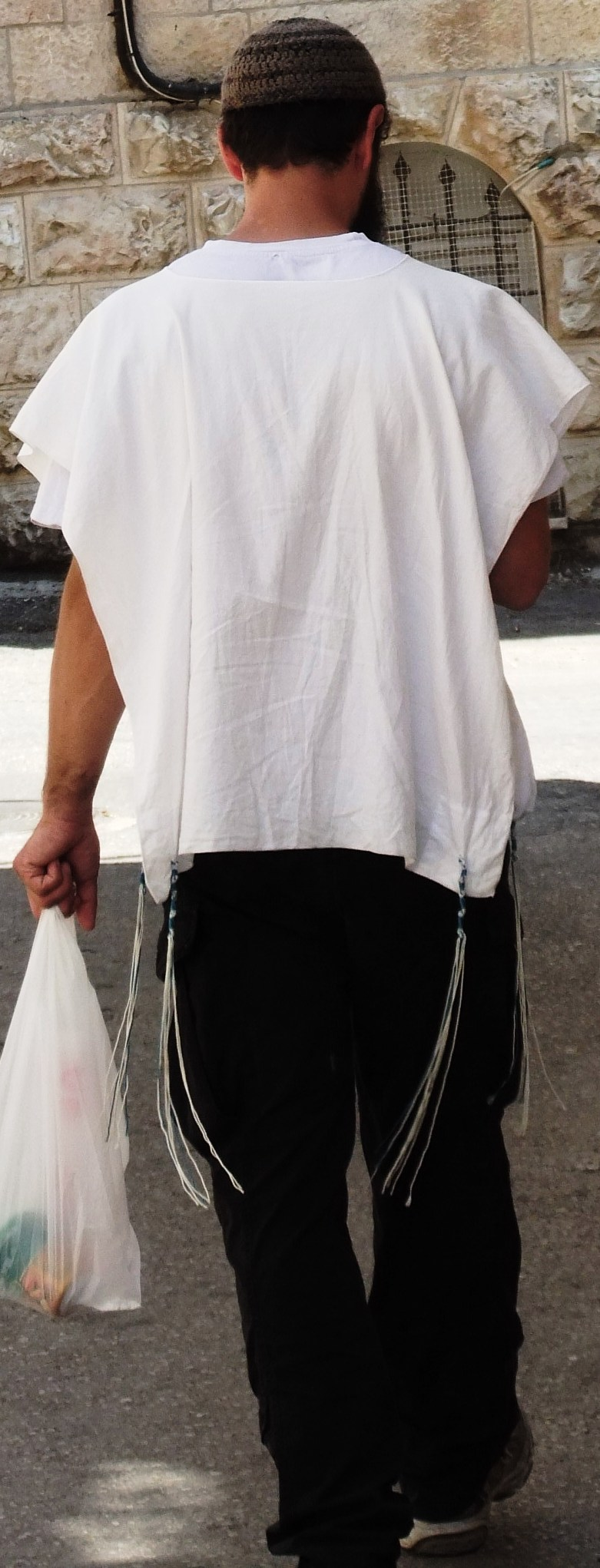
Tzitzits judaicas pendentes na roupa de um fiel. É possível que seja a isto que Marcos fazia referência.